# Gisingovci
Gisingovci (njem. Güssing, mađ. Kőszegi), velikaška obitelj njemačkog podrijetla. Bila je iznimno važna u ranoj austrijskoj, ugarskoj i hrvatskoj povijesti.
Ime su dobili po brdu Güssingu u Austriji u Željeznoj županiji u blizini kojega je predak nepoznata imena imao utvrdu. Uspon su doživjeli od sredine 13. do sredine 14. stoljeća.

## Povijest
Gisingovci su bili ogranak njemačkog roda Héder, čiji su preci, njemački vitezovi Wolfer i Héder doselili u Ugarsku sredinom 12. stoljeća. Na vrhunci moći imali su vlast na području čitave jugozapadne Ugarske, a u Hrvatskoj su većinu posjeda imali u Križevačkoj županiji. Najvažnije središte u Hrvatskoj bila im je Koprivnica. Gospodari Međimurja bili su u 13. i 14. stoljeću.
Prvi član obitelji koji je stekao posjede južno od rijeke Drave bio je Henrik II., ugarski palatin (1260–67), pa ban cijele Slavonije (1267. – 1270. i 1273. – 1274). Henrikovi sinovi su također obnašali istaknute dužnosti u kraljevstvu. Ivan (u. 1308) je bio palatin (1281. – 1282., 1302. – 1307.) i ban cijele Slavonije (1275. – 1277., 1284., 1295., 1299.), Nikola I. (spominje se 1264. – 1299.), palatin (1275. – 1276., 1284. – 1286.) i ban cijele Slavonije (1278., 1279., 1281., 1287., 1290. – 1294.), Henrik III. ban cijele Slavonije (1277., 1290–94., 1301–09), a Petar veszprémski biskup (1275. – 1289.).
Od sredini 70-ih godina 13. stoljeća sukobljavali su se u Slavoniji s moćnom velikaškom obitelji, Babonićima. Godine 1278., mirom u Dubici, prepuštaju Babonićima županije Pset, Goru, Gaj, Drežnik i Novigrad. Međutim, ponovno je izbio rat između Gisingovaca i Babonića izbija te opet 1280. godine sklapaju mir u Ozlju.
U dinastičkim borbama nakon pogibije Ladislava IV. Kumanca († 1290.) kolebali su se između novoga kralja Andrije III. Mlečanina i Anžuvinaca. God. 1292. čak su zarobili kralja Andriju III. te ga oslobodili tek kada je platio veliku otkupninu i dao taoce.
Godine 1308. konačno su pristali uz Karla I. Roberta (1301. – 1342.) te sudjelovali na saboru koji ga je priznao kraljem. Nastojanje Karla I. Roberta da slomi moć oligarhijskih obitelji, dovelo je na kraju do sloma njihove moći, kada ih je 1339. porazio ban Mikac Mihaljević. Nikolini nasljednici držali su u svom posjedu Ludbreg sve do polovice 15. stoljeća.